# Municipio de Huanímaro
El municipio de Huanímaro es uno de los 46 municipios del estado de Guanajuato.

## Gobierno y política
Huanímaro es uno de los  46 Municipios Libres pertenecientes al Estado de Guanajuato, cuya Constitución Política establece que:
"ARTÍCULO 106. El Municipio Libre, base de la división territorial del Estado y de su organización política y administrativa, es una Institución de carácter público, constituida por una comunidad de personas, establecida en un territorio delimitado, con personalidad jurídica y patrimonio propio, autónomo en su Gobierno Interior y libre en la administración de su Hacienda."
"ARTÍCULO 107. Los Municipios serán gobernados por un Ayuntamiento. La competencia de los Ayuntamientos se ejercerá en forma exclusiva y no habrá ninguna autoridad intermedia entre los Ayuntamientos y el Gobierno del Estado."

## Geografía
El municipio de Huanímaro se localiza en la región III Suroeste del Estado, limitando al norte con el municipio de Abasolo, al este con los municipios de Abasolo y Valle de Santiago; al sur con el municipio de Valle de Santiago y el Estado de Michoacán; al oeste con el municipio de Abasolo.
Tiene como límites de coordenas geográficas 101° 24' 09" y 101º 36' 02" de longitud oeste del meridiano de Greenwich y a 20° 20' 04' y 20° 25' 09' de latitud norte. La cabecera municipal se localiza a 101° 29' 48 de longitud oeste de meridiano de Greenwich y 20º 22' 00 de latitud norte. La altitud promedio sobre el nivel del mar es de 1720 metros.
Huanímaro tiene una extensión territorial de 131.53 kilómetros cuadrados, que representan el 0.43% de la superficie total de la Entidad. Está limitado al norte y al este con el municipio de Abasolo, al sur con el Estado de Michoacán y al Oriente con el municipio de Valle de Santiago.
El municipio se divide en 28 localidades.

## Demografía

### Localidades
En el censo de 2020 el municipio de Huanímaro contaba con 40 localidades.
| Código INEGI      | Localidad         | Población (2020) |
| ----------------- | ----------------- | ---------------- |
| 110160001         | Huanímaro         | 5 740            |
| 110160012         | La Lobera         | 2 144            |
| 110160023         | San José de Ayala | 1 421            |
| 110160016         | Los Otates        | 1 242            |
| 110160024         | San Juan Grande   | 1 219            |
| 110160014         | Monte Blanco      | 1 217            |
| Otras localidades | Otras localidades | 8 145            |
| Total municipal   | Total municipal   | 21 128           |

## Toponimia
Huanímaro es un nombre en purépecha que significa "lugar donde se tuesta el maíz", o "lugar de trueque".

## Historia
Este municipio antes fue perteneciente a Abasolo.

## Lugares principales
Templo de San Juan Bautista: es el centro de culto religioso, cuya fiesta patronal se celebra el 24 de junio de cada año.
Cerrito de la Cruz: es un pequeño cerro que visualiza desde el jardín principal, su nombre proviene del hecho de contar con una cruz en su parte más alta.
La plaza: es el centro del municipio donde se encuentran los portales, es una gran construcción y lugar para distintos comercios.
La Cantera: comunidad perteneciente al municipio la cual se destaca por su gran contenido de piedra de cantera, la cual es labrada y utilizada en las construcciones.
La Cantera es una de las 28 comunidades con que cuenta el municipio; sin embargo en el ejido Huanímaro, casi junto a la cabecera municipal, se ubica el banco de Cantera, de donde se obtienen extracciones del material del mismo nombre, con un alto nivel de calidad, utilizado tanto para labrar como -desafortunadamente- para realizar cimentaciones en nuevas construcciones.
Cueva de Santa Regina: es un lugar de esparcimiento para los habitantes y visitantes de Huanímaro, donde el 26 de junio como parte de los festejos patronales del lugar, y el 7 de septiembre en el festejo de Santa Regina, de cada año, se desarrollan los paseos tradicionales a esta área natural. Independiente de éstos los huanimarenses visitan la cueva para realizar festejos de toda índole, familiares y de otros tipos durante todo el año.

## Hermanamiento
- Habana Vieja, Cuba (2004)[9]